# Färöischer Fußballpokal 2017
Der Färöische Fußballpokal 2017, ebenfalls bekannt als Løgmanssteypið 2017, fand zwischen dem 1. April und 26. August 2017 statt und wurde zum 63. Mal ausgespielt. Im Endspiel, welches im Tórsvøllur-Stadion in Tórshavn auf Kunstrasen ausgetragen wurde, siegte NSÍ Runavík mit 1:0 gegen B36 Tórshavn und nimmt dadurch an der 1. Qualifikationsrunde zur UEFA Europa League 2018/19 teil.
NSÍ Runavík und B36 Tórshavn belegten in der Meisterschaft die Plätze vier und drei. Für NSÍ Runavík war es der dritte Sieg bei der achten Finalteilnahme, für B36 Tórshavn die elfte Niederlage bei der 16. Finalteilnahme. Titelverteidiger KÍ Klaksvík schied hingegen im Halbfinale aus.

## Teilnehmer
Teilnahmeberechtigt sind alle 16 A-Mannschaften der vier färöischen Ligen. Im Einzelnen sind dies:
| Effodeildin | 1. Deild                              | 2. Deild   | 3. Deild              |
| --- | ------------------------------------- | ---------- | --------------------- |
| 07 Vestur B36 Tórshavn EB/Streymur HB Tórshavn ÍF Fuglafjørður KÍ Klaksvík NSÍ Runavík Skála ÍF TB/FC Suðuroy/Royn Víkingur Gøta | AB Argir B68 Toftir FF Giza/FC Hoyvík | B71 Sandur | MB Miðvágur Undrið FF |

## Modus
Alle Runden werden im K.-o.-System ausgetragen.

## 1. Runde
Die Partien der 1. Runde fanden am 1. und 2. April statt.
|                 | Ergebnis                         |                    |
| --------------- | -------------------------------- | ------------------ |
| B36 Tórshavn    | 6:0 (5:0)                        | B71 Sandur         |
| Undrið FF       | 0:4 (0:2)                        | KÍ Klaksvík        |
| 07 Vestur       | 0:4 (0:4)                        | NSÍ Runavík        |
| AB Argir        | 0:1 (0:0)                        | TB/FC Suðuroy/Royn |
| B68 Toftir      | 1:6 (1:3)                        | Víkingur Gøta      |
| EB/Streymur     | 1:1 n. V. (1:1, 0:0) (7:6 i. E.) | Skála ÍF           |
| HB Tórshavn     | 18:0 (12:0)                      | MB Miðvágur        |
| ÍF Fuglafjørður | 4:1 (3:1)                        | FF Giza/FC Hoyvík  |

## Viertelfinale
Die Viertelfinalpartien finden am 13. April statt.
|                 | Ergebnis             |                    |
| --------------- | -------------------- | ------------------ |
| B36 Tórshavn    | 1:0 (1:0)            | Víkingur Gøta      |
| HB Tórshavn     | 2:1 (0:0)            | EB/Streymur        |
| ÍF Fuglafjørður | 0:2 (0:2)            | KÍ Klaksvík        |
| NSÍ Runavík     | 3:2 n. V. (2:2, 1:1) | TB/FC Suðuroy/Royn |

## Halbfinale
Die Hinspiele im Halbfinale fanden am 10. Mai statt, die Rückspiele folgen am 25. Mai.
|              | Gesamt |             | Hinspiel  | Rückspiel            |
| ------------ | ------ | ----------- | --------- | -------------------- |
| B36 Tórshavn | 4:3    | HB Tórshavn | 1:1 (1:1) | 3:2 n. V. (1:1, 0:0) |
| KÍ Klaksvík  | 2:5    | NSÍ Runavík | 2:2 (0:1) | 0:3 (0:1)            |

## Finale
| Paarung        | B36 Tórshavn – NSÍ Runavík |
| Ergebnis       | 0:1 (0:1) |
| Datum          | 26. August 2017 |
| Stadion        | Tórsvøllur, Tórshavn |
| Zuschauer      | 3578 |
| Schiedsrichter | Petur Reinert (Gøta) |
| Tore           | 0:1 Einar Tróndargjógv (36.) |
| B36 Tórshavn   | Rói Hentze – Alex Mellemgaard (74. Hannes Agnarsson), Odmar Færø – Andrias Eriksen, Eli Nielsen, Patrik Johannesen, Róaldur Jakobsen – Łukasz Cieślewicz, Meinhard Olsen, Høgni Eysturoy, Christian Mouritsen (57. Benjamin Heinesen) Cheftrainer: Jákup á Borg |
| NSÍ Runavík    | Símun Rógvi Hansen – Per Langgaard, Jens Joensen, Einar Tróndargjógv, Pól Jóhannus Justinussen, Jan Ellingsgaard – Karl Løkin, Petur Knudsen, Jann Benjaminsen (74. Jonleif Højgaard), Betuel Hansen – Klæmint Olsen Cheftrainer: Anders Gerber ( Dänemark)     |
| Gelbe Karten   | Eli Nielsen, Łukasz Cieślewicz – Pól Jóhannus Justinussen, Petur Knudsen |
| Platzverweise  | keine – Karl Løkin (90.) |

## Torschützenliste
Bei gleicher Anzahl von Treffern sind die Spieler nach dem Nachnamen alphabetisch geordnet.
| Platz | Spieler               | Verein          | Tore |
| ----- | --------------------- | --------------- | ---- |
| 1     | Daniel Pedersen       | HB Tórshavn     | 07   |
| 2     | Róaldur Jakobsen      | B36 Tórshavn    | 05   |
| 2     | Klæmint Olsen         | NSÍ Runavík     | 05   |
| 4     | Páll Klettskarð       | KÍ Klaksvík     | 04   |
| 4     | Símun Eiler Samuelsen | HB Tórshavn     | 04   |
| 6     | Patrik Johannesen     | B36 Tórshavn    | 03   |
| 7     | Jóannes Bjartalíð     | KÍ Klaksvík     | 02   |
| 7     | Árni Frederiksberg    | NSÍ Runavík     | 02   |
| 7     | Ndende Adama Guéye    | ÍF Fuglafjørður | 02   |
| 7     | Heðin Hansen          | HB Tórshavn     | 02   |
| 7     | Rókur Jespersen       | HB Tórshavn     | 02   |
| 7     | Sebastian Pingel      | HB Tórshavn     | 02   |
| 7     | Dan í Soylu           | EB/Streymur     | 02   |
| 7     | Einar Tróndargjógv    | NSÍ Runavík     | 02   |
| 7     | Bartal Wardum         | HB Tórshavn     | 02   |